# 2018年8月11日日食
2018年8月11日日食是一次日偏食，發生於2018年8月11日。新月當天（即朔日），地球上觀測到月球和太阳的角距離極小，此時月球如果恰好在月球交點附近，穿過太阳和地球之間，與地球、太阳接近一直線，則會出現日食。由於月球偏北或偏南，本影及偽本影從地球以北或以南經過而未接觸地表，只有半影覆蓋了地球北端或南端部分區域，形成日偏食。此次日偏食月球偏北，出現在北美洲東北部和歐亞大陸東北半部。
本次日食距上一次日食，2018年7月13日僅1個月。

此次日偏食過程中月影在地表移動的動畫

## 日食概況

### 出現區域
該次日偏食可在加拿大東北部、格陵兰、北歐除南端外的大部、英国蘇格蘭北端、愛沙尼亞、拉脫維亞北半部、中國中北部、朝鲜半岛除東南角外的絕大部分、俄罗斯除西南部和東端外的大部、哈萨克斯坦中東部、吉尔吉斯斯坦北半部看到。

### 基本參數
- 類型：日偏食
- 食分最大處（位於俄罗斯楚科奇自治區以北約60公里的東西伯利亞海東南部）資料：
  - 時間：2018年8月11日9:46:19.2
  - 地點：70°24′N 174°30′E / 70.4°N 174.5°E[3]
  - 食分：0.7368（日食帶內最大）[4]

## 相關的日食

### 2015-2018年的日食
月球交替位於相對的月球交點時，以半個交點年（食年），即約177天又4小時間隔出現下列日食。
| 日食列表  |           |           |           |           |           |           |           |           |           |           |           |
| 1997-2000 | 2000-2003 | 2004-2007 | 2008-2011 | 2011-2014 | 2015-2018 | 2018-2021 | 2022-2025 | 2026-2029 | 2029-2032 | 2033-2036 | 2036-2039 |

| 降交點                                                        | 降交點                   |                            | 升交點                   | 升交點 |
| 沙羅周期                                                      | 地圖                     | 沙羅周期                   | 地圖                     |        |
| 120 斯瓦尔巴朗伊爾城的日全食                                  | 2015年3月20日 全食       | 125                        | 2015年9月13日 偏食（南） |        |
| 130 印尼巴厘巴板的日全食                                      | 2016年3月9日 全食        | 135 留尼汪億唐塞拉的日環食 | 2016年9月1日 環食        |        |
| 140 阿根廷布宜諾斯艾利斯的日偏食                              | 2017年2月26日 環食       | 145 美国卡斯珀的日全食     | 2017年8月21日 全食       |        |
| 150 阿根廷奧利沃斯的日偏食                                    | 2018年2月15日 偏食（南） | 155 芬兰胡伊蒂寧的日偏食   | 2018年8月11日 偏食（北） |        |
| 註：2018年7月13日和2019年1月6日的日偏食屬於下一組交點年系列。 |                          |                            |                          |        |

### 沙羅周期
沙羅周期長度為18年11天。本次日食屬於沙羅周期155，共包含71次日食，依次為1928年6月17日至2054年9月2日的8次日偏食、2072年9月12日至2649年8月30日的33次日全食、2667年9月10日至2703年10月3日的3次全環食（亦稱混合食）、2721年10月13日至3064年5月8日的20次日環食、3082年5月20日至3190年7月24日的7次日偏食，總共歷時1262.11年。其中最長的全食發生於2162年11月7日，共持續4分5秒。
下表列舉了20、21世紀屬於該周期的日食，是第1至10次：
| 1             | 2             | 3             |
| ------------- | ------------- | ------------- |
| 1928年6月17日 | 1946年6月29日 | 1964年7月9日  |
| 4             | 5             | 6             |
| 1982年7月20日 | 2000年7月31日 | 2018年8月11日 |
| 7             | 8             | 9             |
| 2036年8月21日 | 2054年9月2日  | 2072年9月12日 |
| 10            |               |               |
| 2090年9月23日 |               |               |

## 資料來源
1. ↑  樊忠玉. . 中国天文科普网.   [2016-06-04]. （原始内容存档于2014-09-17）.
2. ↑  Fred Espenak. . NASA Eclipse Web Site.   [2016-06-04]. （原始内容存档于2016-04-21）.（英文）
3. ↑  Fred Espenak. . NASA Eclipse Web Site.   [2016-06-04]. （原始内容存档于2016-03-03）.（英文）
4. ↑  Fred Espenak. . NASA Eclipse Web Site.   [2016-06-04]. （原始内容存档于2016-03-09）.（英文）
5. ↑  Fred Espenak. . NASA Eclipse Web Site.（英文）

## 外部連結
- NASA日食專頁（页面存档备份，存于）（英文）
- 可見區域圖和時間統計：由弗雷德·埃斯佩納克做出的日食預報，NASA/GSFC
  - 貝塞爾元素

| \| \| 日食 \|                             |                              |                                          |
| 上一次日食： 2018年7月13日日食 （日偏食） | 2018年8月11日日食 （日偏食） | 下一次日食： 2019年1月6日日食 （日偏食） |
| 上一次日偏食： 2018年7月13日日食          | 2018年8月11日日食 （日偏食） | 下一次日偏食： 2019年1月6日日食          |
|                                           | 日食                         |                                          |